# Daniel (Pośrednik)
Daniel – przysiółek wsi Pośrednik w Polsce, położony w województwie wielkopolskim, w powiecie kaliskim, w gminie Szczytniki.
W latach 1975–1998 przysiółek należał administracyjnie do województwa kaliskiego.